# Hahn bei Marienberg
Hahn bei Marienberg település Németországban, Rajna-vidék-Pfalz tartományban. Lakosainak száma 445 fő (2023. december 31.).

## Népesség
A település népességének változása:
| Lakosok száma | 336  | 487  | 509  | 450  | 463  | 445  |
|               | 1975 | 2017 | 2019 | 2021 | 2022 | 2023 |